# Канджиксуалуджуак
Канджиксуалуджуак або Канґіксуалуюак (англ. Kangiqsualujjuaq, інук. ᑲᖏᖅᓱᐊᓗᔾᔪᐊᖅ, фр. Kangiqsualujjuaq) — село у Канаді, у районі Нунавік регіону Північ Квебеку, провінція Квебек. Розташоване за 25 км від східного берега затоки Унгава. Населення села становить 874 людини (перепис 2011 року). Понад 95 % населення складають ескімоси.
Село є одним з 14 так званих північних сіл (офіційний статус) Квебеку.
У селі є аеропорт.

## Географічні данні

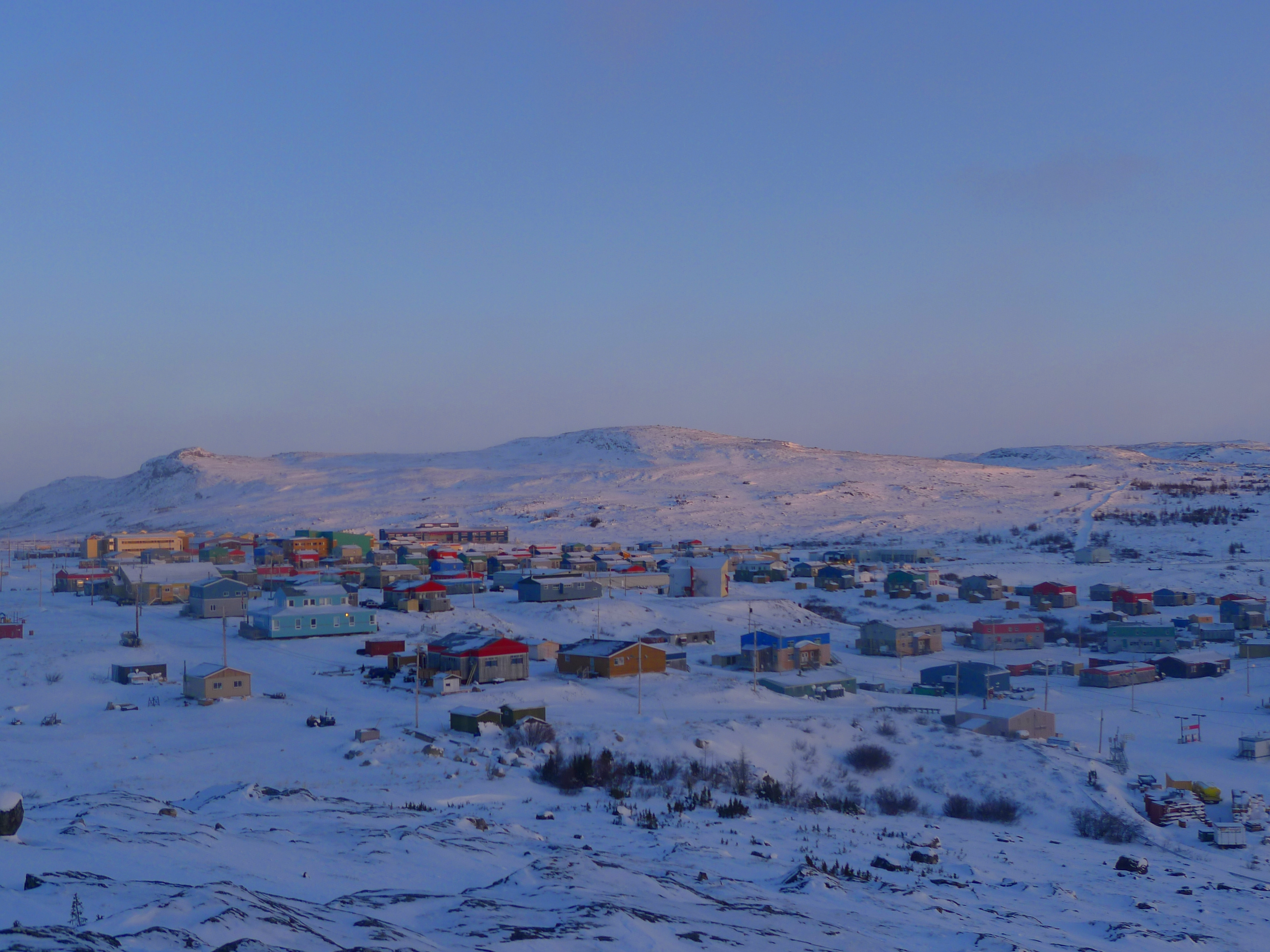
Село Канджиксуалуджуак на початку весни.

Село розташоване на березі невеликої бухти Akilasakalluq, утвореної на правому березі річки Джордж, за 25 км від впадіння річки у затоку Унгава. Село розташоване у тундрі, у арктичній кліматичній зоні. В районі села ширина річки Джордж сягає 2 км. Зона відпливів доходить до села, тому під час відпливу на затоці Унгава, вода у бухті біля села відступає майже повністю.
В районі села доволі багатий тваринний світ представлений кількома сотнями тисяч копитних. Тут одна з найбільших популяцій копитних у світі. Річка Джордж, як і інші річки регіону, багата різними видами риб, зокрема палія арктична, лосось атлантичний, форель.
У адміністративному відношенні село входить до складу району Нунавік регіону Північ Квебеку, провінція Квебек.
Територія села 35,05 км² (за іншими даними 35,50 км²), однак, заселена частина села становить лише близько 1 км². Навколо села, як і навколо більшості інших ескімоських сіл Нунавіку, розташована резервна територія інуїтів (офіційне поняття). Ця територія призначена для використання виключно ескімосами, її площа дорівнює 538,42 км² (за іншими даними 578,90 км²), її географічний код — 99894. Кордони резервних територій встановлено 2 травня 1995 року.

## Історія
1811 року місіонери Моравської церкви (Unitas Fratrum, Союз братів) Бенджамін Кольмайстер (Benjamin Kohlmeister) та Георг Кмох (George Kmoch) прибули в ці місця щоб дослідити узбережжя Лабрадору й затоки Унгава для створення тут своєї місії. 7 серпня вони досягли гирла річки Джордж.
Компанія Гудзонової затоки тримала тут свою факторію у 1838—1842, 1876—1915 та 1923—1932 роках. Однак, ескімоси до 1960-х років не селилися у факторії, надаючи перевагу проживанню вздовж берега річки влітку і проживанню на 50 км вглиб материка від берега.
Розбудова села почалася 1962 року і вже через кілька років місцеві ескімоси вели осілий спосіб життя. 1963 року було відкрито школу. Роком заснування села вважається 1980 рік.

## Населення
Населення села Канджиксуалуджуак за переписом 2011 року становить 874 людини і для нього характерним є зростання протягом останніх десятиріч:
- 1986 рік — 383 осіб,[7]
- 1991 рік — 529 особи,[7]
- 2001 рік - 710 особи[8]
- 2006 рік - 735 особа[8]
- 2011 рік - 874 осіб[2]

Данні про національний склад населення, рідну мову й використання мов у селі Канджиксуалуджуак, отримані під час перепису 2011 року, будуть оприлюднені 24 жовтня 2012 року. Перепис 2006 року дає такі данні:
- корінні жителі — 710 осіб,
- некорінні — 25 осіб.[10]

| Мова                                          | Рідна мова | Рідна мова | Володіння офіційною мовою | Володіння офіційною мовою | Мова, якою найчастіше розмовляють вдома | Мова, якою найчастіше розмовляють вдома | Мова, якою найчастіше розмовляють на роботі | Мова, якою найчастіше розмовляють на роботі |
| Мова                                          | 2006       | 2011       | 2006                      | 2011                      | 2006                                    | 2011                                    | 2006                                        | 2011                                        |
| Англійська                                    | 20         |            | 410                       |                           | 40                                      |                                         | 60                                          |                                             |
| Французька                                    | 10         |            | 40                        |                           | 10                                      |                                         | 10                                          |                                             |
| Французька і англійська                       | 0          |            | 115                       |                           | 0                                       |                                         | 0                                           |                                             |
| Англійська і неофіційна мова                  | 0          |            | —                         |                           | 15                                      |                                         | 10                                          |                                             |
| Французька і неофіційна мова                  | 0          |            | —                         |                           | 0                                       |                                         | 0                                           |                                             |
| Французька, англійська і неофіційна мова      | 0          |            | —                         |                           | 0                                       |                                         | 0                                           |                                             |
| Інша мова (мови)                              | 700        |            | —                         |                           | 670                                     |                                         | 225                                         |                                             |
| Не володіють ані англійською, ані французькою | —          | —          | 170                       |                           | —                                       | —                                       | —                                           | —                                           |